# Переулок Квитки Цысик (Чернигов)
Переулок Квитки Цысик (до 2023 года — переулок Тюленина) (укр. Провулок Квітки Цісик) — переулок в Новозаводском районе города Чернигова, исторически сложившаяся местность (район) Коты. Пролегает от улицы Смирнова до улицы Квитки Цысик (Тюленина).
Нет примыкающих улиц.

## История
До 1974 года переулок именовался по названию улицы Олега Кошевого — в честь Героя Советского Союза, члена подпольной организации «Молодая гвардия» Олега Васильевича Кошевого. Переименован, когда село Коты вошло в состав города Чернигова, для упорядочивания наименований улиц и переулков, поскольку в Чернигове уже была улица с данным названием возле завода «Октябрьский молот».
10 апреля 1974 года переулок был переименован вместе с улицей — в честь Героя Советского Союза, члена подпольной организации «Молодая гвардия» Сергея Гавриловича Тюленина, согласно Решению Черниговского исполнительного комитета № 225.
С целью проведения политики очищения городского пространства от топонимов, которые возвеличивают, увековечивают, пропагандируют или символизируют Российскую Федерацию и Республику Беларусь, 21 февраля 2023 года переулок получил современное название — в честь американской певицы украинского происхождения Квитки Цисык, согласно Решению Черниговского городского совета № 29/VIII-7 «Про переименование улиц в городе Чернигове» («Про перейменування вулиць у місті Чернігові»).

## Застройка
Улица пролегает в западном направлении с небольшим уклоном на юг. Парная и непарная стороны улицы заняты усадебной застройкой.
Учреждения: нет